# صخرة الفيل (آيسلندا)
صخرة الفيل (بالآيسلندية: Fíllinn) هي عبارة عن تكوين صخري طبيعي يقع في جزيرة هيماي، في أرخبيل جزر يستمان. وهي من الصخور البازلتية التي تشكلت في ثوران بركان إلدفيل. شكل التكوين الصخري يشبه رأس الفيل وخرطومه في الماء.